# Аренский, Павел Антонович
Павел Антонович Аренский (29 июня [12 июля] 1887, Ливны, Орловская губерния, Российская империя — 25 декабря 1941, Севвостлаг) — русский востоковед и писатель. Сын композитора Антона Аренского.

## Биография
Родился 29 июня (11 июля) 1887 года в Орловской губернии. Отрочество провёл в Санкт-Петербурге, где его отец с 1895 года преподавал в Санкт-Петербургской консерватории. Затем учился на естественно-научном отделении физико-математического факультета Московского университета, но окончил только три курса.
В 1918 году был мобилизован в Красную армию, работал в Смоленске в штабе Западного фронта инструктором отдела изобразительной агитации. В 1920 году был переведён в Москву, где поступил на восточное отделение Академии Генштаба РККА со специализацией по японскому языку.
В 1921 году демобилизовался и поступил научным сотрудником в Московский институт востоковедения со специализацией по хиндустани; в 1923—1925 годах преподавал в нём. Опубликовал в 1924 году перевод классического сочинения Мир Аммана «Сад и весна». Одновременно работал в Белорусской государственной драматической студии в Москве (в дальнейшем 2-й Белорусский государственный театр), сотрудничал также со 2-м МХАТом.
Благодаря лингвистическому образованию занимался переводами.
На всём протяжении 1920-х годов был одной из ключевых фигур в российском движении розенкрейцеров (принят в него в 1920 году в Минске вместе с Сергеем Эйзенштейном).
Опубликовал книги о Н. М. Пржевальском («Пржевальский, его жизнь и путешествия»; 1931) и Н. Н. Миклухо-Маклае («Путешествия Миклухо-Маклая»; 1933, второе издание 1935), работал над книгой о П. К. Козлове. Одновременно выступал как либреттист и инсценировщик; в частности, инсценировал роман Умберто Нотари «Три вора», и эта пьеса легла затем в основу фильма Якова Протазанова «Процесс о трёх миллионах».
Был арестован 5 мая 1937 года в деревне Коккозы в Крыму. Осуждён 9 июля 1937 году ОСО НКВД на пять лет лагерей за участие в контрреволюционной террористической организации. На Колыме после полутора лет работы в шахте и на кирпичном заводе был поставлен на более лёгкую работу (сторожем, нарядчиком, кочегаром), благодаря чему смог начать работу над книгой «Музыкальный словарь для ссыльных» (не завершена).
Умер 25 декабря 1941 года, по всей вероятности, от болезни.
Был трижды женат. Первая жена — Ольга Фёдоровна Пушечникова (1890—1962), в браке в 1909—1918 годах, впоследствии замужем за Иваном Жолтовским. Вторая жена — Вера Александровна Завадская (1895—1930), сестра Юрия Завадского, в браке в 1922 году. Третья жена — Вера Георгиевна Орлова, в браке с 1924 года.
Реабилитирован в 1955 году по ходатайству вдовы Веры Орловой. В 1999 году опубликованы «Музыкальный словарь для ссыльных» и письма Аренского жене с Колымы.

## Переводы
- Мир Амман. Сад и весна // ВС. 1924. Вып. 1. стр. 136—170 (пер. с хиндустани);
- Лорбеер, Ганс. Человека истязают. Роман. Авториз. пер. с немецк. Серегея Бернера и Павла Аренского. — 2-е изд. — Москва : Госиздат РСФСР «Московский рабочий», 193—238, [2] с.
- Гайе, Артур. Путем-дорогой : Пер. с немецк. Павла Аренского и Сергея Бернера ; Москва ; Ленинград : Молодая гвардия, [1930]. — 179 стр.

## Статьи
- Никитин А. Л. Странник в мирах // «Дельфис». — № 4 (12). — 1997.